# Kim Yeo-jin
Kim Yeo-jin (김여진?, 金麗珍?, Gim Yeo-jinLR, Kim YŏchinMR; Masan, 24 giugno 1972) è un'attrice e attivista sudcoreana.

## Biografia
Ha esordito in teatro nel 1995 prima di passare a cinema e televisione, dove ha interpretato prevalentemente personaggi di supporto. Nel corso della sua carriera si è aggiudicata un Blue Dragon Film Award e un Chunsa Film Art Award come miglior esordiente per Cheonyeodeur-ui jeonyeoksiksa di Im Sang-soo (1997), e un Premio Daejong, un Busan Film Critics Award e un Buil Film Award come miglior attrice di supporto, rispettivamente per Bakha satang di Lee Chang-dong (2000), Ebbro di donne e di pittura di Im Kwon-taek (2002) e A-ideul... di Lee Gyu-man (2011).
Oltre che per la recitazione, Kim è nota per il suo impegno in questioni sociali e politiche, ed è per questo considerata tra le celebrità socialmente consapevoli più popolari della Corea del Sud. Ha partecipato, tra le altre, a campagne e manifestazioni per reintegrare i costruttori navali licenziati dalla Hanjin Heavy Industries e abbassare le tasse universitarie, motivo per cui è stata a volte arrestata. A causa della sua schiettezza, nel 2011 la MBC l'ha bandita dai suoi programmi, il che ha portato personaggi di spicco dei circoli accademici, letterari e mediatici a chiedere il boicottaggio dei programmi della rete.

## Filmografia

### Cinema
- Cheonyeodeur-ui jeonyeoksiksa (처녀들의 저녁식사?), regia di Im Sang-soo (1998)
- Bakha satang (박하사탕?), regia di Lee Chang-dong (2000)
- Ebbro di donne e di pittura (취화선?), regia di Im Kwon-taek (2002)
- Joh-eun saram iss-eumyeon sogaesikeojwo (좋은사람있으면 소개시켜줘?), regia di Mo Ji-eun (2002)
- 4in-yong siktak (4인용 식탁?), regia di Lee Soo-yeon (2003)
- La moglie dell'avvocato (바람난 가족?), regia di Im Sang-soo (2003)
- My New Partner (마이 뉴 파트너?), regia di Kim Jong-hyun (2008)
- Nae sarang nae gyeot-e (내 사랑 내 곁에?), regia di Park Jin-pyo (2009)
- Chaesikju-uija (채식주의자?), regia di Im Woo-sung (2010)
- Wedding Dress (웨딩드레스?), regia di Kwon Hyung-jin (2010)
- Jip na-on namjadeul (집 나온 남자들?), regia di Lee Ha (2010)
- Goraereul channeun jajeon-geo (고래를 찾는 자전거?), regia di Kim Yeong-ro (2011)
- A-ideul... (아이들...?), regia di Lee Gyu-man (2011)
- Kkalkkalkkal huimangbeoseu (깔깔깔 희망버스?), regia di Lee Soo-jung (2012)
- Geurigo sip-eun geot (그리고 싶은 것?), regia di Kwon Hyo (2013)
- Sar-anam-eun a-i (살아남은 아이?), regia di Shin Dong-suk (2017)
- Heaven: Haengbog-ui nararo (행복의 나라로?), regia di Im Sang-soo (2021)
- Drive (드라이브?), regia di Park Dong-hee (2024)

### Televisione
- Namja set yeoja set (남자 셋 여자 셋?) – serie TV (1998)
- Yeoja dae yeoja (여자 대 여자?) – serie TV (1998-1999)
- Ani beolsseo (아니 벌써?) – serie TV (1998-1999)
- Urideur-i sarang-eul malhal ttae haneun i-yagi (우리들이 사랑을 말할 때 하는 이야기?) – film TV (1999)
- Saranghalsurok (사랑할수록?) – serial TV (2000)
- KAIST (카이스트?) – serie TV (2000)
- Yeo-u-wa somsatang (여우와 솜사탕?) – serie TV (2001-2002)
- Hyeon-jeong-a saranghae (현정아 사랑해?) – serie TV (2002)
- Geu yeoja saramjamne (그 여자 사람잡네?) – serie TV (2002)
- Dae Jang-geum (대장금?) – serie TV (2003-2004)
- Jukdorok saranghae (죽도록 사랑해?) – serie TV (2003)
- Joh-eunsaram (좋은사람?) – serie TV (2003) – cameo
- Dubeonjjae propose (두번째 프러포즈?) – serie TV (2004)
- Toji (토지?) – serie TV (2004-2005)
- Bomnar-ui miso (봄날의 미소?) – miniserie TV (2005)
- Saranghanda wensu-ya (사랑한다 웬수야?) – serie TV (2005)
- Sin Don (신돈?) – serie TV (2005-2006)
- Yi San (이산?) – serie TV (2007-2008)
- Pureun mulgogi (푸른 물고기?) – serie TV (2007)
- Urireul haengbokhage haneun myeot gaji jilmun (우리를 행복하게 하는 몇 가지 질문?) – miniserie TV (2007)
- Geudeur-i saneun sesang (그들이 사는 세상?) – serie TV (2008)
- Amnokgang-eun heureunda (압록강은 흐른다?) – miniserie TV (2008)
- Road No. 1 (로드 넘버원?) – serie TV (2010) – cameo
- Ppalgang satang (빨강 사탕?) – film TV (2010)
- Nae ma-eum-i deullini (내 마음이 들리니?) – serie TV (2011)
- Angel Eyes (엔젤 아이즈?) – serie TV (2014)
- Trot-ui yeon-in (트로트의 연인?) – serie TV (2014)
- Cheon-gug-ui nunmul (천국의 눈물?) – serie TV (2014)
- Oman-gwa pyeongyeon (오만과 편견?) – serie TV (2014-2015)
- Hwajeong (화정?) – serie TV (2015)
- Balchikhage gogo (발칙하게 고고?) – serie TV (2015)
- Gureumi geurin dalbit (구르미 그린 달빛?) – serie TV (2016)
- Sollomon-ui wijeung (솔로몬의 위증?) – serie TV (2016-2017)
- Man to Man (맨투맨?) – serie TV, episodio 15 (2017)
- Gang Deok-sun aejeong byeoncheonsa (강덕순 애정 변천사?) – film TV (2017)
- Manyeo-ui beopjeong (마녀의 법정?) – serie TV (2017)
- Nae dwi-e Terrius (내 뒤에 테리우스?) – serie TV (2018)
- Yeo-ugaksibyeol (여우각시별?) – serie TV (2018)
- Bok-su-ga dor-awatda (복수가 돌아왔다?) – serie TV (2018-2019)
- Bolg-eun dal pureun hae (붉은 달 푸른 해?) – serie TV (2018-2019)
- Rookie Historian Goo Hae-ryung (신입사관 구해령?) – serie TV (2019)
- Itaewon Class (이태원 클라쓰?) – serie TV (2020)
- Eoseo-wa (어서와?) – serie TV (2020)
- Extracurricular (인간수업?) – serie TV (2020)
- Vincenzo (빈센조?) – serie TV (2021)
- Un raggio di sole al giorno (정신병동에도 아침이 와요?) – serie TV (2023)
- Ilnyeo Bak-ssi gye-yakgyeolhondyeon (열녀박씨 계약결혼뎐?) – serie TV (2023-2024)
- Addio alla Terra (종말의 바보?) – serie TV (2024)
- Uri, jip (우리, 집?) – serie TV (2024)